# Limite cemento-dentina-canal
O Limite cemento-dentina-canal ou Limite CDC, o campo de ação do endodontista em casos de biopulpectomia tem por limite apical a união CDC. Essa estrutura anatômica assume interesse especial na prática endodontica atual por ser considerada, pela maioria dos autores, como o ponto crítico e como limite de segurança, para obtenção de sucesso clínico, radiográfico, histológico e jurídico após o tratamento.